# Episodi di Seinfeld (settima stagione)
La settima stagione della serie televisiva Seinfeld, composta da 24 episodi, è stata trasmessa in prima visione negli Stati Uniti d'America dalla NBC dal 21 settembre 1995 al 16 maggio 1996.
In Italia è stata trasmessa in prima visione da TMC.
| nº | Titolo originale           | Titolo italiano            | Prima TV USA      | Prima TV Italia   |
| -- | -------------------------- | -------------------------- | ----------------- | ----------------- |
| 1  | The Engagement             | Voglio dormire             | 21 settembre 1995 |                   |
| 2  | The Postponement           | Nozze rimandate            | 28 settembre 1995 |                   |
| 3  | The Maestro                | Risarcimento danni         | 5 ottobre 1995    |                   |
| 4  | The Wink                   | Equivoco imbarazzante      | 12 ottobre 1995   |                   |
| 5  | The Hot Tub                | Chi dorme non piglia pesci | 19 ottobre 1995   |                   |
| 6  | The Soup Nazi              | Zuppe e coccole            | 2 novembre 1995   |                   |
| 7  | The Secret Code            | Il codice segreto          | 9 novembre 1995   |                   |
| 8  | The Pool Guy               | Il ragazzo della piscina   | 16 novembre 1995  |                   |
| 9  | The Sponge                 | Segreti                    | 7 dicembre 1995   |                   |
| 10 | The Gum                    | Normalmente pazzi          | 14 dicembre 1995  |                   |
| 11 | The Rye                    | Pane di segale             | 4 gennaio 1996    |                   |
| 12 | The Caddy                  | Il portamazze              | 25 gennaio 1996   |                   |
| 13 | The Seven                  | Un arbitro imparziale      | 1º febbraio 1996  |                   |
| 14 | The Cadillac: Part 1       | La cadillac (parte 1)      | 8 febbraio 1996   |                   |
| 15 | The Cadillac: Part 2       | La cadillac (parte 2)      | 8 febbraio 1996   |                   |
| 16 | The Shower Head            | The Shower Head            | 15 febbraio 1996  | Inedito in Italia |
| 17 | The Doll                   | La bambola                 | 22 febbraio 1996  |                   |
| 18 | The Friars Club            | Gli zingari                | 7 marzo 1996      |                   |
| 19 | The Wig Master             | Lo sconto                  | 4 aprile 1996     |                   |
| 20 | The Calzone                | Peccati di gola            | 25 aprile 1996    |                   |
| 21 | The Bottle Deposit: Part 1 | Caccia al ladro (parte 1)  | 2 maggio 1996     |                   |
| 22 | The Bottle Deposit: Part 2 | Caccia al ladro (parte 2)  | 2 maggio 1996     |                   |
| 23 | The Wait Out               | Una frase di troppo        | 9 maggio 1996     |                   |
| 24 | The Invitations            | Troppi invitati            | 16 maggio 1996    |                   |